# Бретень (Бістріца-Несеуд)
Бретень, Бретені (рум. Brăteni) — село у повіті Бистриця-Несеуд в Румунії. Входить до складу комуни Синміхаю-де-Кимпіє.
Село розташоване на відстані 305 км на північний захід від Бухареста, 25 км на південь від Бистриці, 62 км на схід від Клуж-Напоки.

## Населення
За даними перепису населення 2002 року у селі проживали 117 осіб, з них 116 осіб (99,1%) румунів. Усі жителі села рідною мовою назвали румунську.